# Artimpaza lineata
Artimpaza lineata là một loài bọ cánh cứng trong họ Cerambycidae.